# Storenosoma
Storenosoma là một chi nhện trong họ Amaurobiidae.